# 5-MAPB
5-MAPB（5-(N-甲基-2-氨丙基)苯并呋喃）是一种含氮有机化合物，化学式C12H15NO，是MDMA结构类似物，能作为精神药物。